# Charbuzice
Charbuzice (německy Karbusitz) jsou místní část obce Stěžery ležící v okrese Hradec Králové. Ve vesnici se nachází 12 domů a žije zde asi 20 obyvatel.
Od mateřské obce Stěžery je vesnice vzdálena 1,4 km severozápadním směrem. V těsné blízkosti Charbuzic pak vede silnice druhé třídy II/324. Jižně od vesnice se nachází budovy zemědělského družstva. Severně od obcestředovlnné vysílací středisko Stěžery. Nachází se zde zastávka MHD Charbuzice křižovatka, která tvoří v síti MHD města Hradce Králové přechod mezi prvním a druhým pásmem.

## Další fotografie

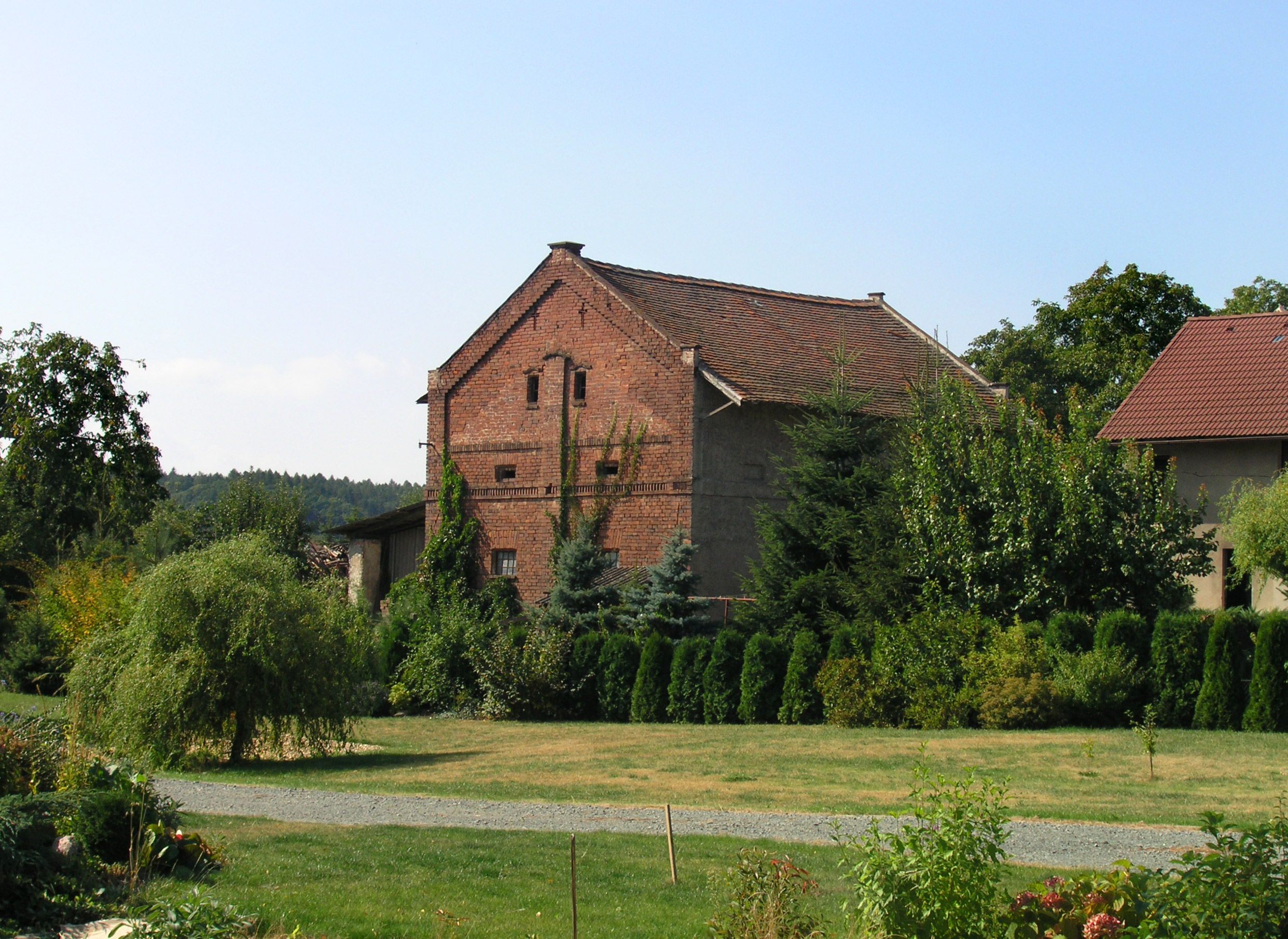
Bývalá stodola
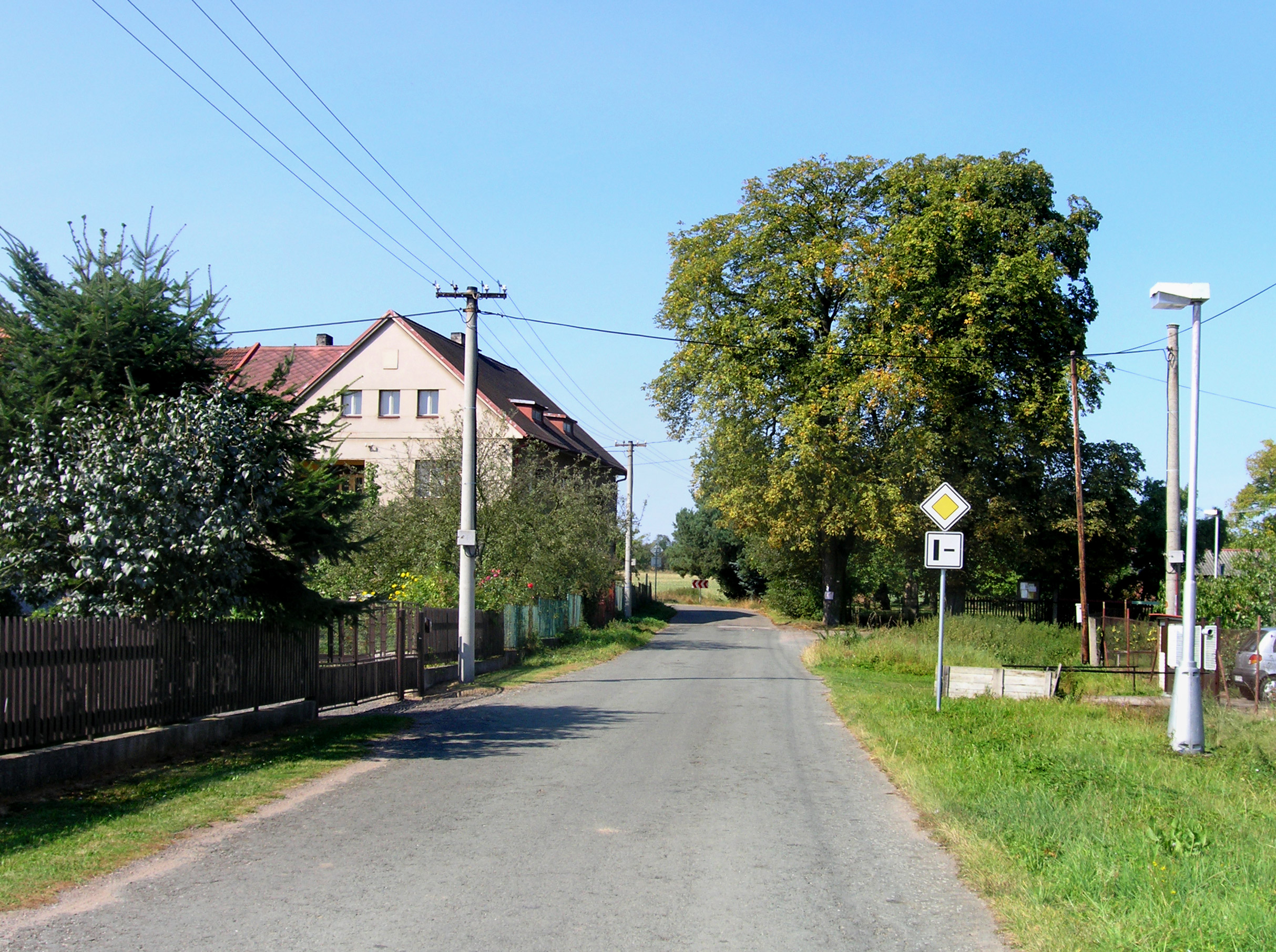
Silnice směrem k Stěžírkám
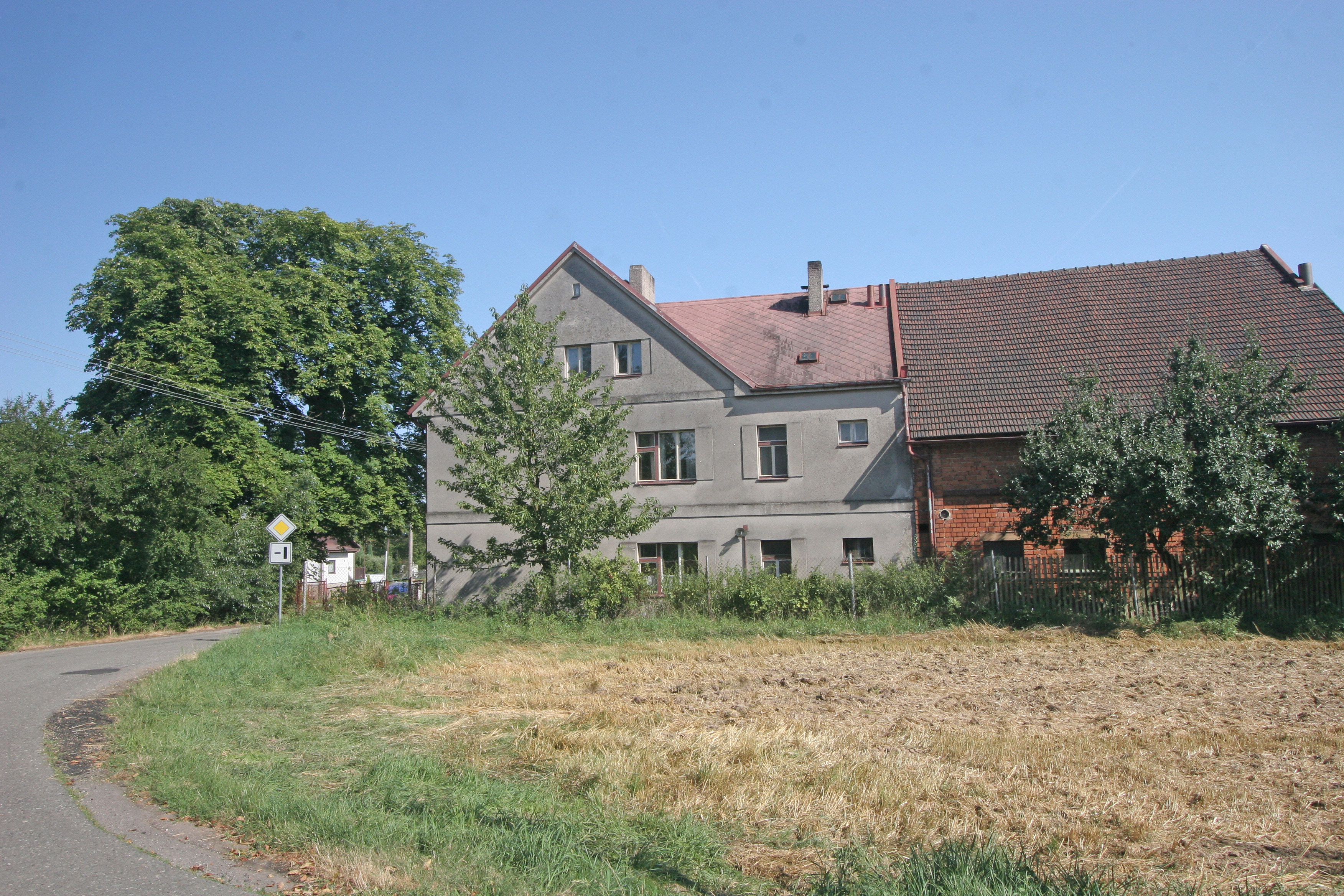
Dům čp. 2 od západu